# Hypoestes saboureaui
Hypoestes saboureaui är en akantusväxtart som beskrevs av Raymond Benoist. Hypoestes saboureaui ingår i släktet Hypoestes och familjen akantusväxter. Inga underarter finns listade i Catalogue of Life.